# La Place (La Poterie-Cap-d’Antifer)

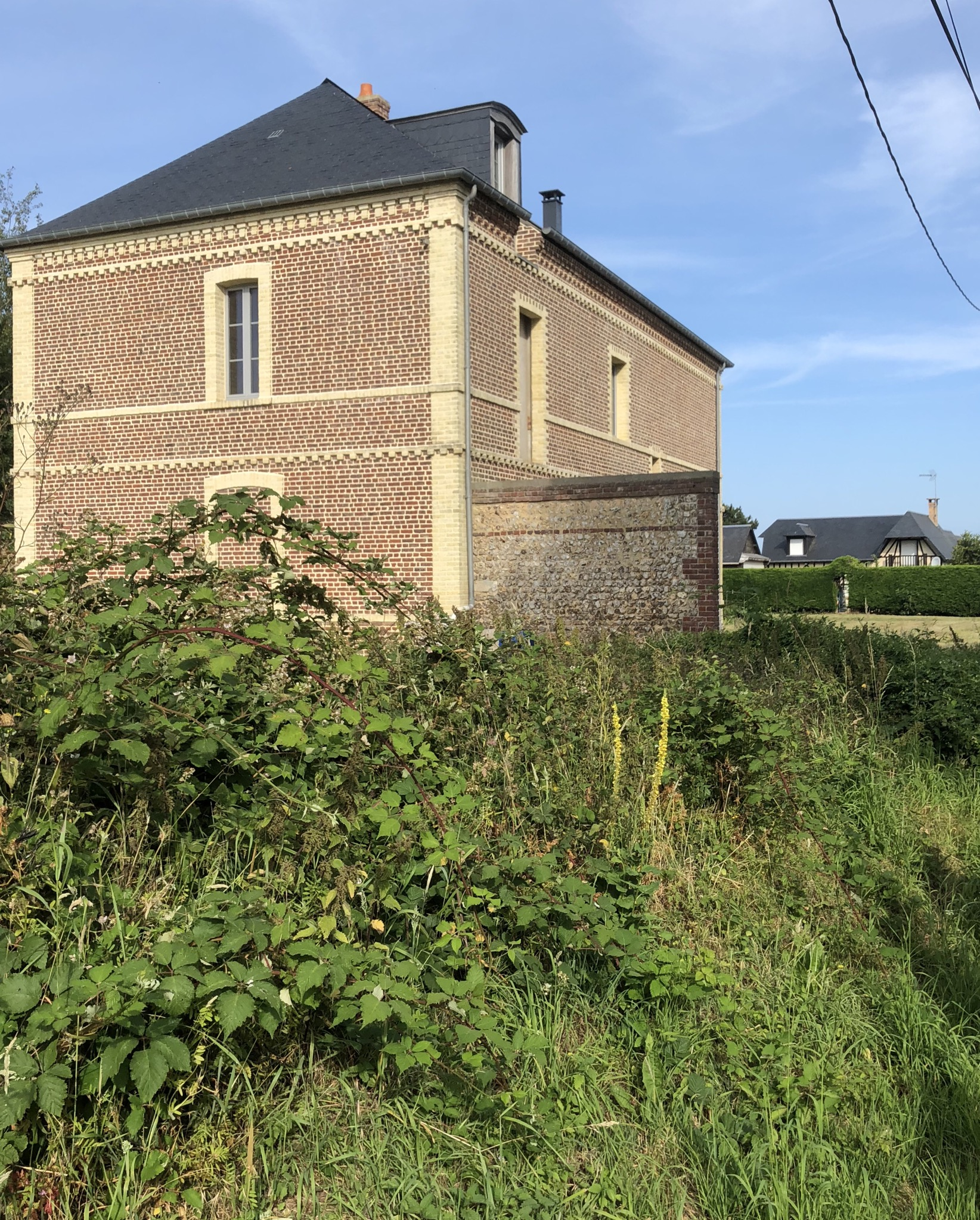
Gebäude in La Place, 2019

La Place ist ein zur französischen Gemeinde La Poterie-Cap-d’Antifer gehörendes Dorf in der Normandie.
Es befindet sich auf einer Höhe von 101 Metern, etwa 800 Meter entfernt von der nordwestlich liegenden Küste des Ärmelkanals. Westlich liegt das Kap d’Antifer, nördlich der Strand Plage du Tilleul zu dem von La Place ein Wanderweg führt, der über Pointe de la Courtine weiter entlang der Alabasterküste nach Etretat führt. Südlich liegt das Dorf Jumel. Im Ort befindet sich ein kleiner, annähernd kreisrunder Dorfteich.